# Раматхібоді I
Раматхібоді I (тай. รามาธิบดีที่ 1) (1314—1369) — перший король Королівства Аюттхая, історичної держави на території сучасного Таїланду, який правив з 1350 до своєї смерті в 1395 році.
До початку правління був відомий під ім'ям У-Тхонг (тай. อู่ทอง), що означає «Золота колиска». Вважав себе нащадком короля Менграя Великого. Згідно записці XVII століття голландця Ван Влійта, У-Тхонг за походженням був китайцем.
Ставши королем, Раматхібоді I заснував нову столицю (місто Аюттхая), встановив чотири адміністративні посади країни (міністрів внутрішніх справ, фінансів, королівського майна та сільського господарства) і кодифікував закони. Територія королівства включала в себе більшу частину Малайї.
Раматхібоді уклав союз з китайською династією Мін. У 1352 році король осадив місто Яшодхарапура, в наступному році взяв його і посадив на трон одного з своїх синів. Проте в 1357 році кхмери змогли повернути собі місто.